# La Superba

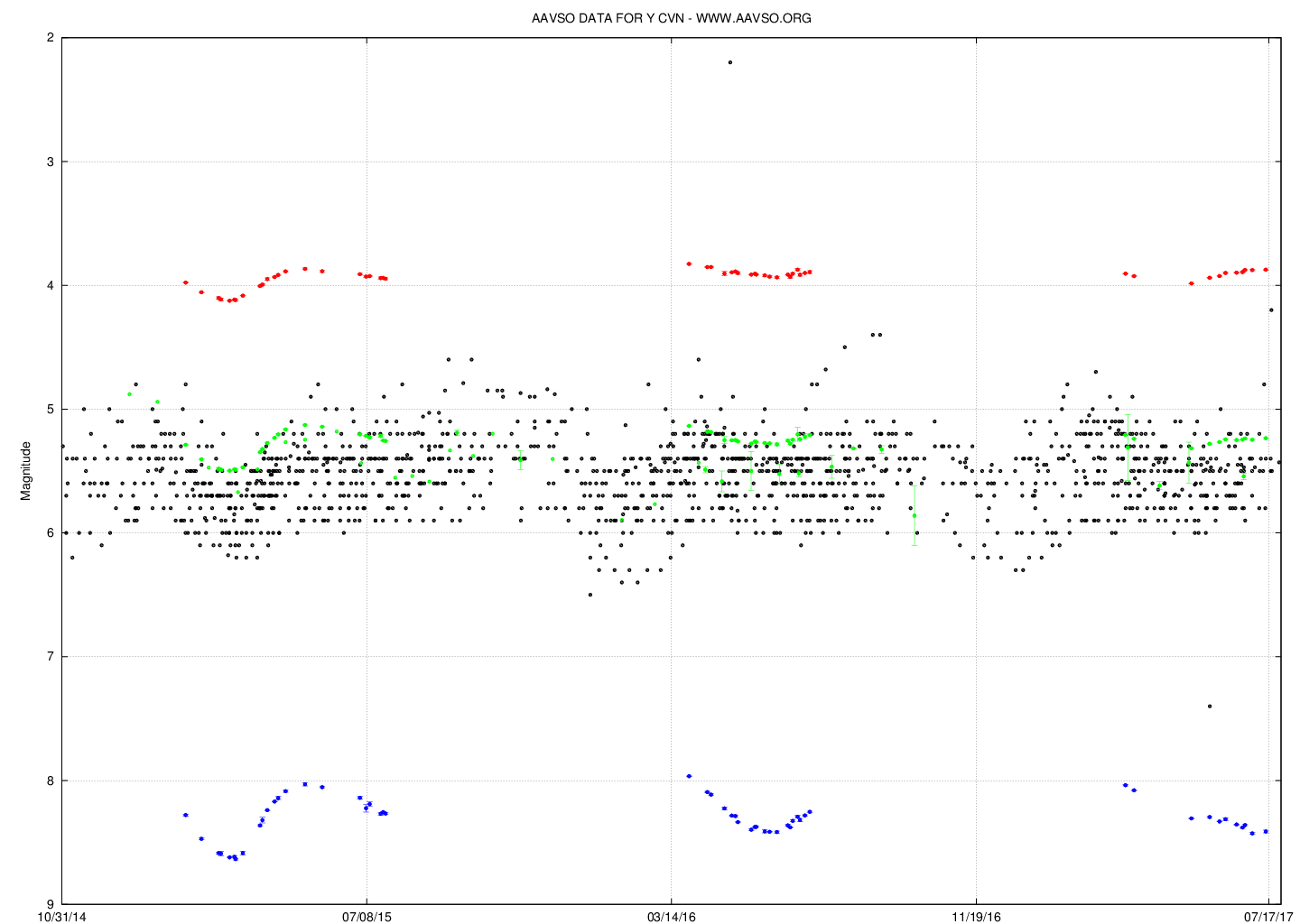
De lichtkromme van Y CVn

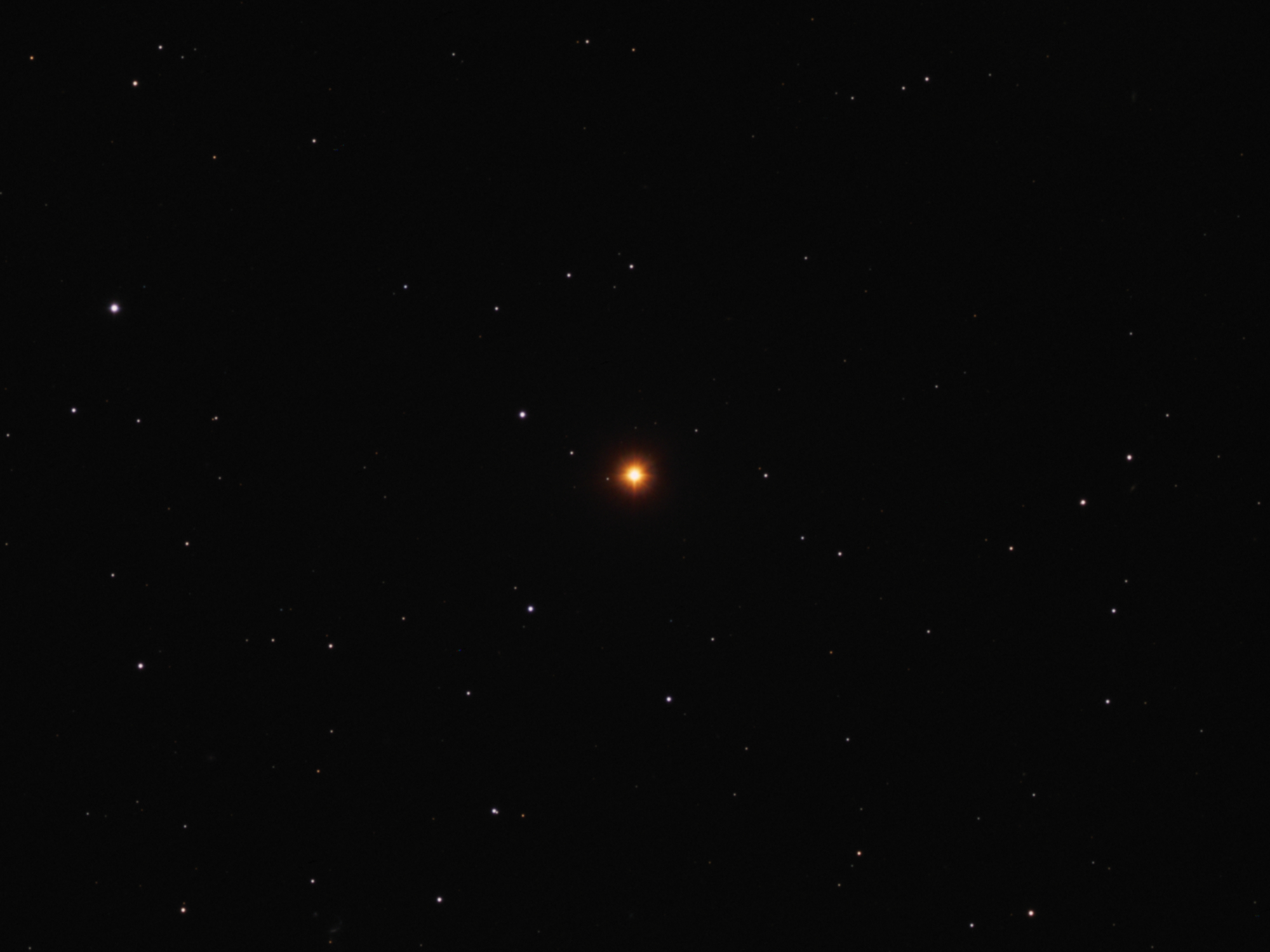
La Superba

La Superba of Y CVn is een ster met spectraalklasse C7I in het sterrenbeeld Jachthonden (Canes Venatici). De naam is gegeven door astronoom Angelo Secchi wegens de opvallende dieprode kleur. De ster is de helderste koolstofster (schijnbare magnitude 4,86 - 7,32) die er aan de hemel te zien is, tijdens zijn maximum nog net met het blote oog maar altijd zichtbaar met een verrekijker of kleine telescoop. De afstand van Y CVn is 1012 lichtjaar.
De ster blaast een aanzienlijk deel van haar buitenste gaslagen weg en staat op het punt een planetaire nevel te gaan vormen.
La Superba is ook een bijnaam van de stad Genua.